# Federação de Futsal de Rondônia
La Federação de Futsal de Rondônia (conosciuta con l'acronimo di FFSR) è un organismo brasiliano che amministra il calcio a 5 nella versione FIFA per lo stato di Rondônia.
Fondata il 5 novembre 1982, la FFSR ha sede nel capoluogo Porto Velho ed ha come presidente Silvinho da Silva. La sua selezione non ha mai vinto il Brasileiro de Seleções de Futsal, e non è mai giunta sul podio della medesima competizione.